# Saint Ignace (Míchigan)

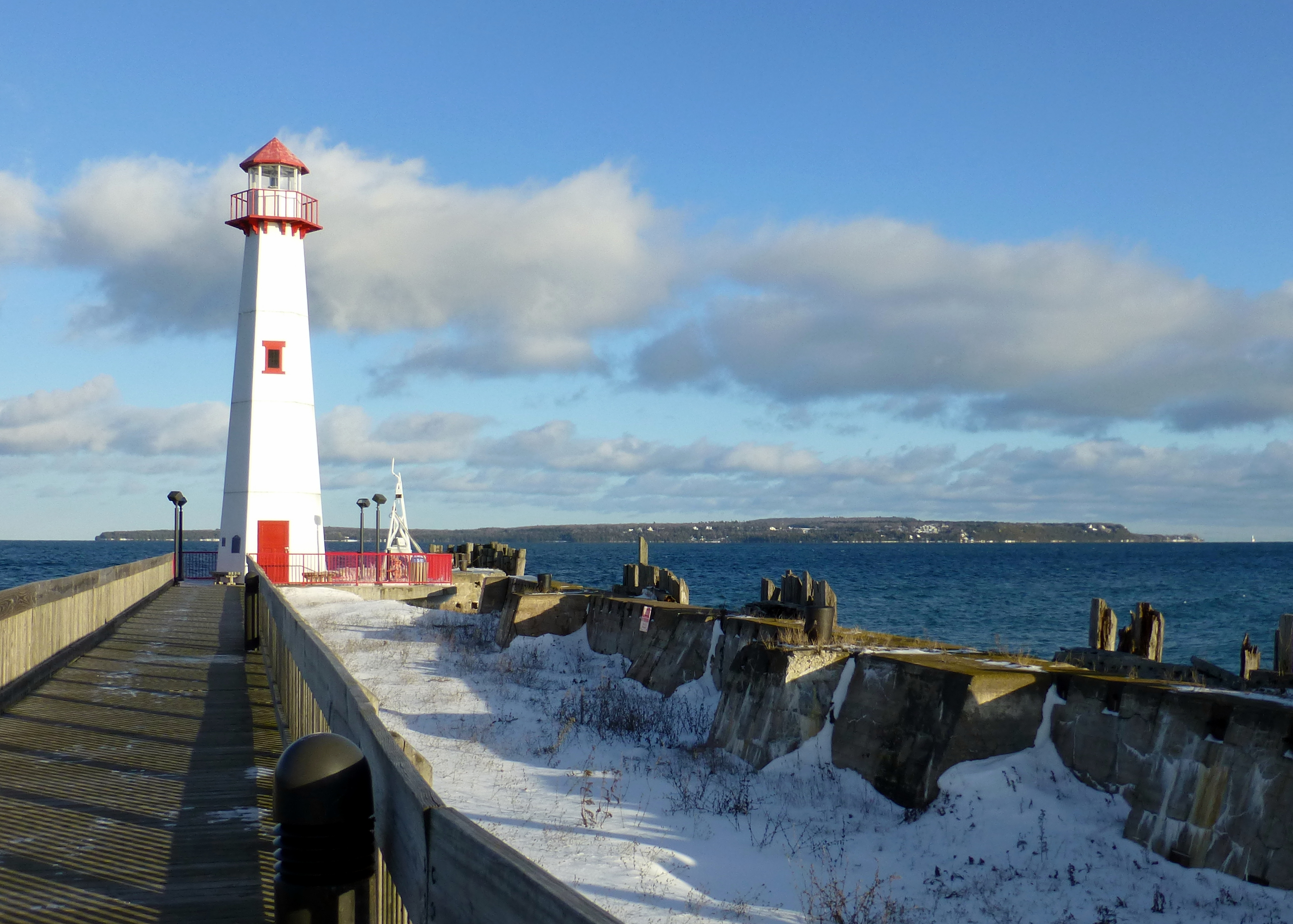
Faro de Wawatam

St Ignace es una ciudad situada en el condado de Mackinac, Míchigan, Estados Unidos. Tiene una población estimada, a mediados de 2024, de 2331 habitantes.
Es la sede del condado. 
La historia de la ciudad se remonta a más de 300 años atrás y ha tenido como protagonistas a nativos americanos (ojibwa, huron, odawa), europeos y estadounidenses. 
Es la tercera ciudad habitada continuamente más antigua de los Estados Unidos. 
La comunidad siempre ha prosperado gracias a su rico suelo y sus activas vías fluviales, que facilitan la agricultura, el transporte y el comercio.

## Geografía
La localidad está ubicada en las coordenadas 45°53′14″N 84°43′54″O / 45.88722, -84.73167. Según la Oficina del Censo, tiene una superficie total de 6.86 km², de los cuales 6.83 km² corresponden a tierra firme y 0.03 km² están cubiertos de agua.

## Demografía
Según el censo de 2020, en ese momento había 2306 personas residiendo en la localidad. La densidad de población era de 337.63 hab./km². El 65.61 % de los habitantes eran blancos, el 0.61 % eran afroamericanos, el 23.24 % eran amerindios, el 0.35 % eran asiáticos, el 0.04 % era isleño del Pacífico, el 0.22 % eran de otras razas y el 9.93 % eran de una mezcla de razas. Del total de la población, el 1.30 % eran hispanos o latinos de cualquier raza.

## Historia
Jacques Marquette, un sacerdote y explorador francés, fundó una misión en la zona en 1671. El pueblo recibió su nombre en honor a San Ignacio de Loyola, fundador de la congregación jesuita. Los jesuitas se marcharon en 1705 y los ingleses tomaron el control de la localidad. Tras el fin de la Guerra de Independencia de los Estados Unidos, St Ignace se convirtió oficialmente en parte de los Estados Unidos.
St Ignace se incorporó como villa el 23 de febrero de 1882 y un año después se convirtió en ciudad. El año 1882 también trajo nuevas oportunidades a la zona. Los ferrocarriles que conectaban St Ignace con Detroit se convirtieron en un sector industrial clave, ya que transportaban mineral de hierro y madera hacia el sur del estado. A principios del siglo XX, la pesca comercial también prosperó, y se construyeron alojamientos, muelles y establecimientos comerciales a lo largo de la costa.